# La guerra para terminar la guerra
La guerra para terminar la guerra fue un término usado para describir la Primera Guerra Mundial. Originalmente idealista, ahora se utiliza principalmente en forma despectiva.

## Origen

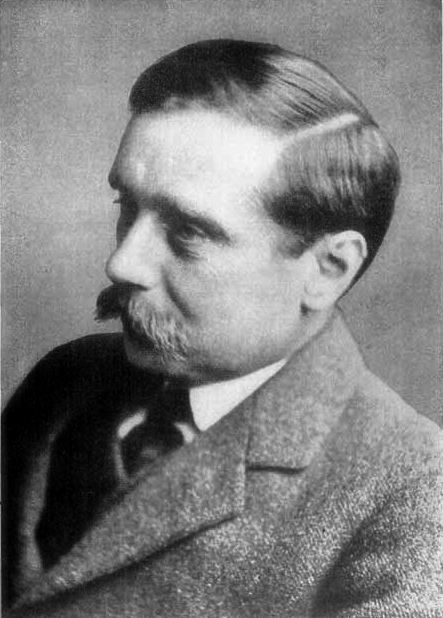
H. G. Wells

En agosto de 1914, inmediatamente después del estallido de la Primera Guerra Mundial, el autor británico y comentarista social H. G. Wells publicó una serie de artículos en los periódicos de Londres, que posteriormente aparecieron en un libro titulado The War That Will End War (La guerra que pondrá fin a la guerra). 
Wells culpó a las Potencias Centrales por la llegada de la guerra, y argumentó que sólo la derrota del militarismo alemán podría poner fin a la guerra. Wells utilizó una forma más corta, "la guerra para terminar con la guerra", en The Fourth Year (1918), en el que señaló que la frase estaba "en circulación" en el segundo semestre de 1914. De hecho, se había convertido en uno de los eslóganes más comunes de la guerra. 
En años posteriores, el término se asoció con Woodrow Wilson, a pesar del hecho de que Wilson sólo la usó una vez. Junto con la frase "hacer el mundo seguro para la Democracia", encarna la convicción de Wilson de que la entrada de Estados Unidos en la guerra era necesaria para preservar la libertad humana.

## Uso posterior
Incluso durante la Primera Guerra Mundial, la frase fue utilizada con cierto grado de escepticismo.; a David Lloyd George se le atribuye haber dicho "Esta guerra, como la próxima guerra, es una guerra para terminar la guerra". Como se hizo evidente que la guerra no había logrado acabar con la guerra, la frase adquirió un tono más cínico. Archibald Wavell dijo con desaliento en la Conferencia de Paz de París: "Después de la «guerra para terminar la guerra», parece haber tenido bastante éxito en París hacer la 'Paz para acabar la Paz'". Incluso el propio Wells utilizó la frase de un modo irónico en la novela The Bulpington of Blup (1932). Walter Lippmann escribió en Newsweek en 1967: "la desilusión es que todo las guerras que estamos luchando son la guerra para terminar la guerra", mientras que Richard Nixon, en su discurso de la Mayoría silenciosa, dijo: "Yo no digo que la guerra en Vietnam es la guerra para terminar con las guerras".